# Communistische Partij van Turkestan
De Communistische Partij van Turkestan (Russisch: Коммунистическая партия Туркестана; Oezbeeks: Turkiston Kommunistik partiyasi; Tadzjieks: Ҳизби Коммунистии Туркистон; Kirgizisch: Түркстан коммунисттик партиясы) was de afdeling van de Russische Communistische Partij (bolsjewieken) (RKP(b)) in de Turkestaanse Autonome Socialistische Sovjetrepubliek en werd in juni 1918 opgericht. Ten tijde van de oprichting sloten zich veel aanhangers van de islamitische hervormingsbeweging Jadid zich bij de KPT aan. Desondanks vormden moslims een minderheid binnen de partijgelederen. Naast de KPT werd ook het Moslim Bureau (Mosbiuro) van het Territoriale Comité van de KPT opgericht dat bestond uit islamitische communisten en direct werd aangestuurd vanuit Moskou. De leider van het Musbiuro was Toerar Riskoelov (1894-1938), van geboorte een Kazach.
Riskoelov was naast voorzitter van het Musbiuro ook lid van het Centraal Comité van de TKP. Hij en zijn medestanders waren voorstanders van een zelfstandige Turkestaanse staat met een zelfstandige communistische partij en poneerden hun eisen tijdens het vijfde territoriale congres van de TKP in 1920. Riskoelov's eisen werden niet ingewilligd door Moskou en in juli 1920 werd Riskoelov uit de partij verwijderd. Daarnaast werd het Musbiuro opgeheven. De ondergeschiktheid van de Turkestaanse Communistische Partij t.o.v. de RKP(b) werd bevestigd. De TKP werd nu gedomineerd door personen die niet afkomstig waren uit Centraal Azië.
Om het aandeel van de Centraal Aziatische moslims in de Turkestaanse Communistische Partij te vergroten, werden in 1500 Russische orthodoxe leden uit de partij gesloten.
Op 5 december 1924 werd de Turkestaanse ASSR opgedeeld in de Turkmeense en Oezbeekse SSR. Aan de TKP kwam hiermee een einde.

## Partijleiders
| No.                                                  | Imagen                                               | Naam (Geboren-Gestorven)                             | Begin termijn                                        | Einde termijn                                        |
| Voorzitters van Regionale Comité van de TKP (RKP(b)) | Voorzitters van Regionale Comité van de TKP (RKP(b)) | Voorzitters van Regionale Comité van de TKP (RKP(b)) | Voorzitters van Regionale Comité van de TKP (RKP(b)) | Voorzitters van Regionale Comité van de TKP (RKP(b)) |
| ---------------------------------------------------- | ---------------------------------------------------- | ---------------------------------------------------- | ---------------------------------------------------- | ---------------------------------------------------- |
| 1                                                    |                                                      | Ivan Osipovitsj Tobolin (1885-1941)                  | 24 juni 1918                                         | 23 september 1918                                    |
| 2                                                    |                                                      | Andrej Fjodorovitsj Solkin (1895-1937)               | September 1918                                       | 31 mei 1919                                          |
| 3                                                    |                                                      | Karp Jelisejevitsj Sorokin (1871-1940)               | Mei 1919                                             | Oktober 1919                                         |
| 3                                                    |                                                      | Pjotr Aleksejevitsj Kobozev (1878-1941)              | 7 oktober 1919                                       | 15 november 1919                                     |
| 4                                                    |                                                      | Solomon Jakovlevitsj Borover a.i. (1887-na 1928)     | November 1919                                        | Januari 1920                                         |
| 5                                                    |                                                      | Sajdoella Toersoenchodzjajev (1891-1938)             | 25 januari 1920                                      | 19 juli 1920                                         |
| 6                                                    |                                                      | Nazir Tjoerjakoelovitsj Tjoerjakoelov (1893-1937)    | 19 juli 1920                                         | 12 september 1920                                    |
| Eerste secretarissen                                 |                                                      |                                                      |                                                      |                                                      |
| 1                                                    |                                                      | Isaak Grigorjevitsj Solts (1892-1940)                | September 1920                                       | Mei 1921                                             |
| 2                                                    |                                                      | Viktor Markovitsj Pozner (1877-1957)                 | 1921                                                 | 1921                                                 |
| 3                                                    |                                                      | Akmal Ikramovitsj Ikramov (1898-1938)                | 1921                                                 | 1922                                                 |
| 4                                                    |                                                      | Nazir Tjoerjakoelovitsj Tjoerjakoelov (1893-1937)    | 1922                                                 | September 1922                                       |
| 5                                                    |                                                      | Moisej Solomonovitsj Epshtein (1890-1938)            | September 1922                                       | Mei 1923                                             |
| 6                                                    |                                                      | Aleksandr Moisejevitsj Rozenblum (1887-1956)         | Mei 1923                                             | Juli 1923                                            |
| 7                                                    |                                                      | Ferdinand Yuryevich Svetlov (1884-1943)              | Juli 1923                                            | 26 februari 1924                                     |
| 8                                                    |                                                      | Iosif Michalovitsj Varejkis (1894-1938)              | 26 februari 1924                                     | 11 oktober 1924                                      |